# 警視庁考察一課
『警視庁考察一課』（けいしちょうこうさついっか）は、2022年10月17日から12月26日までテレビ東京系列の「ドラマプレミア23」枠にて放送された秋元康企画・原作によるテレビドラマ。
「事件の考察」を専門とした警視庁の部署「考察一課」を舞台に繰り広げられるベテラン刑事たちの考察劇。
秋元が同枠の放送作品で原作を手掛けるのは、本作で5作連続となる。
考察一課の考察官たちの人物設定は、演じる役者たちがこれまで演じた刑事役のセルフパロディとなっており、レギュラー出演者の役名は、演じる俳優の芸名をもじったパロディになっている。

## 制作背景
企画・原作を担当する秋元康は、ミステリードラマ『あなたの番です』（2019年、日本テレビ系）を企画したとき、視聴者による「考察ブーム」が生まれたことから着想を得て、「もし、警察の中に、実際に『考察課』なる部署があり、その部署に、かつて2時間ドラマで活躍した凄腕の刑事たちが集結していたとしたら、どのように考察するだろうか？」と考え、本作の企画に至っている。

## あらすじ
大東京警察署内に拠点を構える警視庁考察一課は、考察一課長の船越慶一郎を筆頭に、かつて捜査現場で活躍したベテランたちが現場に行かず、捜査一課から提供された情報だけで事件解決につながる考察を専門に行う部署である。
そこへ何故か新たに配属された新米刑事の藤井龍も交えて、クセの強さをぶつけ合いながら数々の難事件を次々と解決に導いていく。

## キャスト

### 警視庁考察一課
大東京警察署に拠点を構える考察専門部署。「考察に勝る捜査なし」がモットー。
船越慶一郎〈58〉
演 - 船越英一郎
考察一課長。数々の難事件を「崖」で解決してきた。別名「崖の船越」。考察一課では、脚立を崖に見立てて考察を披露する。
尿酸値が高く、甘い食べ物を制限されている。
山村楓
演 - 山村紅葉
考察官。元敏腕刑事。「湯けむりの山村」の異名を持つ。
ワイドショー好きで、ハローキティをこよなく愛している。
小説家の父を持ち、自身も『名探偵キティちゃん』を連載する推理小説家で、「密室」や「整形」などの定石トリックを熟知している。
西村まさ雄〈57〉
演 - 西村まさ彦
考察官。ネットによる情報収集のエキスパート。
他人の昼食に口出しし、理解しがたい理屈を言い出す。わざと遅刻したり、用もないのに泊まり込んだりしている。
元の部署に戻ることを考えており、第4話では考察官を辞めて蕎麦屋を開業する計画を立てるも、蕎麦アレルギーで蕎麦打ちが出来ずにうどん職人に路線変更を余儀なくされる。
口癖は「サイコパス」。猟奇的な事件であるほど燃える。
高島誠子
演 - 高島礼子
考察官。元マル暴で元鑑識という異色の経歴を持つ。
長年の現場経験から、どんな凄惨な遺体写真を見ても顔色を変えない。
某ドラマの女性監察医のように、解剖所見の分析に長ける。
「ムー」を購読し、オカルトに傾倒し、芸能ゴシップ誌「BUBBCCA」も購読している。
名取悠
演 - 名取裕子
考察官。考察一課で随一の勘の良さを誇り、別名は「考察一課のピン子」。ひらめいた際には某ドラマの女性検事のような動きをする。
テレビのコメンテーターや刑事ドラマの監修も務めているほか、最近はクイズ番組にも出演している。
内藤昌志
演 - 内藤剛志
考察官。元捜査一課刑事。時刻表トリック考察のエキスパート。京都で刑事ドラマを監修しているため、基本的には不在。
別名「おいでやす内藤」。時折関西弁で話し、横文字に弱い。
藤井龍〈27〉
演 - 藤井流星（ジャニーズWEST）
新米考察官。捜査一課志望だったが、なぜか考察一課に配属される。
徳永りえ
演 - 徳永えり
管理官。考察一課でまとめた考察を捜査一課に報告する役目。
「犯人がサイコパス」という考察結果は断固拒否する。

### 周辺人物
柳沢慎三
演 - 柳沢慎吾
捜査一課長。難事件のたびに考察一課を頼る。船越と同期で、憧れの弁護士・斎藤ゆりを取り合った因縁の仲。別名「土下座の柳沢」。
考察一課の解散に向けて暗躍しているかと思われたが、逆に捜査一課と考察一課を統合させ、船越たちに現場に出て捜査する機会を与えようと尽力していた。
北野美奈子
演 - 北野日奈子
大東京警察署の庶務係。警察官募集のイメージキャラクターを務める。

### ゲスト

#### 第1話
小沢丈〈44〉
演 - 森下亮
世田谷区在住の医師。麻布十番で「JOビューティークリニック」を経営している。
パパ活の交際相手・木下蘭の生首が置き配で届けられる。
木下蘭〈31〉
演 - 菅原樹里亜
バラバラ殺人の被害者。元一流企業出身の無職。薬物のオーバードーズで亡くなっていた。
娘を養うため、パパ活に励んでいた。
佐々木漣〈35〉
演 -
目黒区在住のテレビ局員。蘭の手首が置き配で届けられる。
宮永孝一〈52〉
演 -
目黒区在住の銀行員。蘭の足首が置き配で届けられる。
証言者①
演 - yukino
蘭の友人。「パパ活の女王」と蘭が揉めていたと証言する。
「パパ活の女王」は「パパ活のJO」→「パパ活の丈」、小沢丈であることが判明する。
証言者②
演 - 小川翔
バー店員。蘭が複数のパパと交際していたと証言する。
証言者③
演 - 桐原愛歩
蘭の友人。
金田浩史〈50〉
演 -
港区在住の会社員。蘭のパパ活相手。
西麻布の寿司店で蘭と食事をしていた。
小野寺龍伍〈47〉
演 -
世田谷区在住の会社員。蘭のパパ活相手。
赤坂の焼肉店で蘭と食事をしていた。
野坂剛志〈51〉
演 -
世田谷区在住の弁護士。蘭のパパ活相手。
白金で蘭とダーツをしていた。
英賀理沙〈26〉
演 - エガサリ（第10話・第11話）
六本木在住のダンサー。顔面タトゥー連続殺人事件の被害者。
野沢成富〈58〉
演 -
銀座在住のバー経営者。顔面タトゥー連続殺人事件の被害者。
犬嶋紗江〈23〉
演 - 犬嶋英沙（第10話・第11話）
新宿歌舞伎町在住のフリーター。顔面タトゥー連続殺人事件の被害者。
戸塚弘人〈41〉
演 -
下北沢在住の指定暴力団組員。顔面タトゥー連続殺人事件の被害者。
山川敦彦〈74〉
演 - 山田敦彦（第10話・第11話）
顔面タトゥー連続殺人事件の5人目の被害者。△□○のタトゥーをおでこに彫られていた。
蛭子能収似。

#### 第2話
篠宮倫太郎
演 - 才川コージ
人気塾講師。動画配信者「しのしの」。学習塾「エイガク」の生徒10名を人質にし、東京校の8階の教室に立てこもり、10億円の身代金を要求する。そして、人質の一人・西畑冬馬の父が身代金10億円を用意すると、10等分して、指定した10名のもとへ1億円ずつフードデリバリーに配達させることを要求し、配達が終了すると、1億円を燃やすように指示を出した。
しかし、考察一課の考察により、篠宮はもともと東京校の8階とは別の場所から動画配信しており、更にはフードデリバリーに配達させたうちの一人「折葉幸光」→「オレハ コウコウ（俺は、ここ）」と、逮捕されることを見越して、自分の真の居場所を教えていたことを突き止められる。詰込み型教育に異議を唱え、生徒が興味を持つことをのびのびと学ばせることを世間に訴えることを目的として、注目を集めるため、立てこもり事件の狂言を働いていた。
アナウンサー
演 - 武田祐子（第1話・声のみ）
篠宮の塾立てこもり事件を報道する。

#### 第3話
藤間麻里子〈58〉
演 - 松本海希
動物病院勤務。散歩中、血痕が付着したドッグウェアに「たすけて」と赤い口紅で書かれた立花家の飼い犬を公園で保護したと、交番に届け出る。
実は入れ込んでいた美容師の長谷が立花香織里と不倫していることを知り、香織里の夫・直也にそのことを密告するとともに、自宅マンション近くの川辺に長谷を呼び出し、不倫をやめるよう忠告するが、邪険に扱われたことでその場にあった石で長谷の後頭部を殴打し殺害してしまい、川に死体を遺棄する。長谷を殺害してしまったのは香織里のせいだと逆恨みし、香織里に危害を加えることを決意、自身の密告で直也と香織里がケンカしていたことから、直也が不倫相手の長谷を殺害し、一家心中を図るという筋書きを思いつく。
高崎東インター近くのキャンプ場で、長谷が不倫の件で話がしたいと言っていると一家をおびき出し、不在になった立花家に飼い犬が残されていることを確認すると、ドッグウェアに赤い口紅で、子供のような文字で「たすけて」と書き、凶器の石の長谷の血痕を付着させ、石を犬小屋に放置、交番に飼い犬を届けて一家失踪事件を演出する。そして後からキャンプ場に駆け付る道すがら、関越自動車道のサービスエリアのトイレに「たすけて」と赤い口紅でメッセージを残し、最後の仕上げに一家心中したように立花家を殺害しようとしているはずだと考察一課に考察される。
考察一課の予想通り、捜査一課がキャンプ場に突入すると立花家は無事保護され、凶器の石を警察から問い詰められると、罪を認めた。
立花直也〈33〉
演 - 荒井しき
失踪家族。荒川区千住在住。望遠鏡を製造販売する「山南サイエンス」の営業マン。
藤間麻里子から妻・香織里が美容師の長谷と不倫していることを匿名で伝えられ、妻と口論となる。
立花香織里〈31〉
演 - 松丸春奈
失踪家族。直也の妻。専業主婦。
カリスマ美容師の長谷と不倫関係にあった。
立花涼〈10〉
演 - 西川晃一朗
失踪家族。直也と香織里の息子。小学生。天体観測が趣味。
ドッグウェアやサービスエリアのトイレに赤い口紅で「たすけて」と書いた人物と思われていたが、藤間に偽装されたものであった。
長谷裕太
演 - 藤田智大
カリスマ美容師。立花家の家の裏の川から遺体で発見される。立花香織里と不倫関係にあった。
入れ込んでいた藤間に不倫を注意された際、邪険に扱ったために、藤間に後頭部を石で殴打され殺害されてしまい、川に死体を遺棄された。
駐在
演 - 足立学
千住南交番の警官。立花家の犬を届けられ、首輪の登録番号から立花家を訪問するが施錠されておらず、血痕を残し、一家が失踪していることを確認する。

#### 第4話
東柊一（あずま しゅういち）〈33〉
演 - 齋藤雪弥
注目の華道家。伊吹の兄。実家の東家のリビングで何者かにワインに混入したトリカブトで毒殺され、口の中に花びらを詰め込まれた遺体で発見される。しかし、犯行に使用されたと推測されるワイングラスは現場からは発見されなかった。
家元争いで弟に敗れ、アズマ・アートフラワー・ラボという華道と陶器を総合的に芸術として表現する新流派を立ち上げており、ことあるごとにサルビアの花の写真を添えて、東流は金儲け主義だとSNSで批判を繰り広げていた。
東伊吹（あずま いぶき）〈30〉
演 - 近藤雄介
東流・二代目家元。柊一の弟。家元を引き継いだ際、母がこれまで格安で華道を教え、赤字経営のため東流には莫大な借金があり、生徒を増やすのに企業とのコラボや派手な華道ショーによるパフォーマンスを行うなど、ビジネス重視の路線に変更している。兄から金儲け主義とSNSで批判されても、添えられていた写真のサルビアの花言葉が「尊敬」「良い家庭」「家族愛」で、兄が愛のムチを送っていると理解し、正しい意見ととらえ、あえて批判を受け入れていた。
財務が改善すれば華道家として尊敬する兄を呼び戻し、家元を引き継いでもらうつもりで、飯田にもその考えを相談していた。
東百合（あずま ゆり）〈53〉
演 - ひがし由貴
東流・初代家元の華道家。柊一と伊吹の母親。柊一の殺害を自供し逮捕されるが、柳沢が刑事の感で犯人は別にいると直感し、送検されるまでの残り3時間で考察一課により、真犯人を考察されることになる。
本当は柊一を殺害していないが、弟の伊吹が兄・柊一を殺害したと考え、伊吹を庇うために柊一を殺害したと嘘の供述をしていた。
飯田喜平（いいだ きへい）〈50〉
演 - 丈
東流の幹部。二代目家元候補であったが、初代家元の百合が、伊吹を二代目に指名したため、家元争いに敗れている。
二代目家元の伊吹が、兄の柊一を殺害したことにして伊吹を失脚させ、東流の新家元になることを画策し、柊一を東家に呼び出し、毒殺し、後から伊吹を呼び出し、殺害犯に仕立てる犯罪計画を実行する。しかし、出張教室をキャンセルされた初代家元の百合が伊吹より先に東家に戻ってきたため、急遽計画を変更する必要が生じ、柊一を毒殺後、リビングの内側から鍵を閉め、窓から外に逃走する。そして東家に何喰わぬ顔をして引き返し、百合にリビングが施錠され入れないと言って鍵を開けさせ、柊一の死体の第一発見者を装う。百合は、伊吹が兄・柊一を殺害したと思い、身代わりで自首したことから、これ幸いと無関係を装っていたが、考察一課に犯人であることを突き止められる。
発見できなかった毒殺に使用されたと思われたワイングラスは、実は柊一が作り上げた、花瓶にもグラスにも使える陶器で、弟の伊吹がこっそり購入しており、柊一はそのことを喜び、その陶器で飯田が準備した毒入りワインを飲み干していた。毒殺後、証拠隠滅のため、飯田はその陶器を花瓶として殺害現場に放置していたが、活けられた花が毒で枯れていたことを考察一課に突き止められ、捜査一課から尋問で問い詰められると、殺害を認めた。
刑事
演 - 瀧本珠貴

#### 第5話
二階堂犬千代〈77〉
演 - 児玉頼信
陶芸家にして美術収集家。宴会場兼、美術展示場の十二角館で喜寿を祝われる。
柏十四郎〈40〉
演 - 勢登健雄
二階堂家の執事。11時頃、「ウマの間」でボウガンで背中を撃たれた西村を発見する。
千原イアン〈22〉
演 - 橋本悟志
現代アート作家。西村が被害を受けた、時限装置付きボウガンの制作者。西村の殺人未遂事件発生時は展示室の「ネズミの間」に居た。
風祭龍一郎〈34〉
演 - 熊木陸斗
二階堂の甥（二階堂の妹の息子）。両親は他界している。西村の殺人未遂事件発生時は自室の「タツの間」に居た。
郷間悟朗〈57〉
演 - 春海四方
日本有数の陶芸家。二階堂は彼のパトロン。西村とは小学校時代の同級生で、西村からは「ゴマちゃん」と呼ばれている。西村の殺人未遂事件発生時は「トラの間」で西洋絵画を鑑賞していた。
ゴースト陶芸家として、二階堂の代理で時価3億円の壺「虚無」を制作しており、二階堂が美術家を名乗ることを許せず、ボウガンで壺を破壊することで壺の内側に署名した「GOMA」を白日の下に晒し、二階堂の行き過ぎた欲望を破壊しようとしていたが、壺は消失し、その代わりに西村が背中を撃たれていた。消失した壺は二階堂が秘密隠ぺいのために回収していたが、考察一課の考察で動いた捜査一課の尋問で、ゴースト陶芸家の件を自白した。

#### 第6話
上杉健二〈39〉
演 - 永沼伊久也
有名ITセレブ。アプリ開発者。奥多摩の温泉旅館・鬼武者温泉の湯船に浮かぶ遺体が発見される。死因はガラス製の灰皿による頭部殴打。アプリ完成の前祝で毛利から鬼武者温泉に呼ばれていた。アプリの利権分配で武田、毛利と揉めおり、アプリの利権の取り分は3割。鋭利な眉毛にツーブロックの容姿が、ITセレブのデフォルトであると内藤から突っ込まれる。
武田伸太郎〈39〉
演 - 松川尚瑠輝
NFTの仲介業者。アプリ完成の前祝で毛利から鬼武者温泉に呼ばれていた。アプリの利権の取り分は2割。「武田伸太郎のガッポリちゃんねる」を配信し、100万円を海に捨てるなど、まともでないと考察される。発見されたガラス製の灰皿から指紋が検出されホンボシに絞り込まれるが、いくらまともでなくとも指紋を残すはずがないと考察一課に不審がられる。
上杉と共同経営していた企業「Dream Go」を上杉から追い出されているが、いまでも当時の「Dream Go」の社名の入った万年筆を使用するなど、「Dream Go」に愛着を持っており、追い出した上杉のことを殺したいほど恨んでいたはずだと山村に考察される。
毛利元哉〈40〉
演 - 川郷司駿平
メタバースの運営者。上杉と武田を呼んでおきながら、当日は鬼武者温泉には行かず、東京からリモートで参加している。アプリの取り分は5割。もともとFXで稼いでいた。
ディープフェイク技術で他人が毛利になりすましてリモートで参加し、本人は鬼武者温泉に出向き上杉を殺害したと考察されたが、上杉の死亡推定時刻の24時に都内の警視庁が管理する防犯カメラに姿が写っており、アリバイが成立している。
犯罪などの闇の仕事を請け負うダークウェブを主催しており、上杉に恨みを持つ武田にダークウェブで紹介されているディープフェイクを使った上杉の殺害を吹き込み、武田に上杉を襲わせるように仕向け、武田が襲おうとしていることを上杉に密告し、両者が共倒れになることを画策し、アプリの利権を独り占めしようとしていたと山村に考察される。考察を元にした捜査一課の取り調べに対し、考察一課の考察通り、武田を仕向けて上杉を殺害させたことを認めた。
大野武〈51〉
演 - 永井博章
鬼武者温泉の従業員。上杉健二の遺体の第一発見者。
ほのか〈23〉
演 - 月中秋実
鬼武者温泉のコンパニオン。上杉と武田に21時頃に呼ばれていた。

#### 第7話
倉井照彦〈34〉
演 -
10年前に発生した無差別殺人事件「杉並の死神」事件の被害者。絞殺後、額と右の掌にナイフで十字の傷をつけられた。
斜めの索条痕から、地蔵背負いで背負われ紐状のもので首を絞められたと検死されている。
五木雄大〈39〉
演 -
「杉並の死神」事件の被害者。絞殺後、額と左の掌にナイフで十字の傷をつけられた。遺体の索条痕は斜めであった。
大溝勇〈38〉
演 -
「杉並の死神」事件の被害者。絞殺後、額と右の掌にナイフで十字の傷をつけられた。遺体の索条痕は斜めであった。
鶴見早紀〈51〉
演 -
大手探偵事務所の探偵。絞殺後、額と右の掌にナイフで十字の傷をつけられた遺体で発見され、「杉並の死神」が再び現れたと捜査一課は推測するが、索条痕が水平であることから、10年前の事件の模倣犯に殺害されたと名取に考察される。
浮気調査専門の探偵で、妻を泣かせる浮気男を許せない性格から、10年前の「杉並の死神」の正体であると更に考察され、遺体の水平の索条痕とつけられた右の掌の十字の傷が浅かったことから、力の弱い左利きの女性の模倣犯と犯人像を絞り込まれ、警察発表されていない関係者しか知らない手の甲でなく掌に十字の傷を付けていたことから、10年前の被害者遺族に殺害されたと考察で結論付けられる。
五木絵梨
演 -
五木雄大の妹。兄の死で、ショックを受けた母・聡子も自殺してしまったことから、家族二人の敵「杉並の死神」の正体である鶴見早紀を探し当て殺害したことが、捜査一課の情報を基に柳沢が取り調べて判明する。

#### 第8話
社長
演 - 真下有紀
IDカードで記録を残さなければ入退室できない社長室で殺害された女性社長。死亡推定時刻は午前10時30分から午前11時3分の間。
死因は絞殺による窒息死で、死亡推定時刻には社長室への入退室記録がなく、社長は密室で殺害された状況が成立していた。
サトウ
演 - 板垣信二
社長殺害時に出社していた社員。社長が殺害された日の午前8時58分に社長室に入室、午前9時32分に退室している。
その後、午前11時3分に社長の遺体をタナカと発見し、午前11時後5分に救急と警察に通報している。
9時40分から10時58分まで外出して得意先と打ち合わせしており、社長の死亡推定時刻にアリバイがあった。
タナカ
演 - 金子篤
社長殺害時に出社していた社員。午前11時3分にサトウと社長室に入室し、社長の遺体を発見する。
午前11時後5分に社長を蘇生させるためのAEDを取りに行き、社長室を退室している。
スズキ
演 - 古荘トモノブ
社長殺害時に出社していた社員。午前11時7分にタカナと共にAEDをもって社長室に入室している。
猪俣守
演 - 七瀬公
社長の秘書で恋人。考察一課の山村と藤井、捜査一課の柳沢の3人を「秘密の美食倶楽部」の限定お食事会に誘い、部屋に監禁して彼らの命と引き換えに警察署に居た船越、高島、徳永、名取の考察一課の刑事たちに、社長を密室トリックで葬った犯人を「考察ゲーム」と称し考察させる。
「サトウが『社長が首を絞められ殺されている』と、タナカにAEDを取りに行くように指示した」との情報を与えていたが、瞬時に人が絞殺されたと見抜けるのはおかしいと船越たちに気付かれ、密室トリックではなく、アリバイトリックで、発見時には社長は亡くなっておらず、タナカがAEDを取りに行き社長と二人きりになったタイミングでサトウが絞殺したと考察結果を教えられる。犯人がサトウと判明すると復讐のため殺害しようとするが、別途、社長の関係者を当たっていた高島に犯人である目星を付けられ、携帯電話の電波を頼りに捜査一課の刑事たちが潜伏先に駆けつけて阻止され、未遂に終わる。

#### 第9話
長谷部慎
演 -
自宅付近で撲殺された会社経営者。事件を捜査した所轄警察にira（憤怒）と書き込まれた殺害時の写真が届けられる。
後に「七つの大罪殺人事件」の被害者で、捜査一課によりセクハラ・パワハラで複数の人間を退職や自殺に追い込んだ人物と判明する。
芝井美月
演 -
ジョギング中に襲われ絞殺されたタレントの卵。事件を捜査した所轄警察にluxuria（色欲）と書き込まれた殺害時の写真が届けられる。
後に「七つの大罪殺人事件」の被害者で、共演したライバルの舞台女優・胡桃心夏をSNSでバッシングし、自殺に追い込んだのではないかとゴシップ誌で取り上げられていた人物と判明する。
祖父江聖人
演 -
新宿で刺殺された商社マン。事件を捜査した所轄警察にpigritia（怠情）と書き込まれた殺害時の写真が届けられる。
後に「七つの大罪殺人事件」の被害者で、捜査一課の捜査で学生時代、プールの監視員のバイト中、携帯ゲームに夢中で溺れた子供に気付かず溺死させていたことが判明する。
安曇敬介
演 -
店内で即殺された飲食店経営者。事件を捜査した所轄警察にgula（暴食）と書き込まれた殺害時の写真が届けられる。
後に「七つの大罪殺人事件」の被害者で、既婚者ながら複数の女性と関係を結び、結婚の約束をして金をだまし取り、自殺に追い込んでいたことが判明する。
佐多優哉
演 -
自宅付近で刺殺された学生。事件を捜査した所轄警察にinvidia（嫉妬）と書き込まれた殺害時の写真が届けられる。
「七つの大罪殺人事件」の被害者。5年前に発生した連続通り魔事件の犯人との噂があった。
藤原誠一朗
演 -
品川区の自宅で筋弛緩剤により死亡した医師。事件を捜査した所轄警察にsuperbia（傲慢）と書き込まれた殺害時の写真が届けられる。
後に「七つの大罪殺人事件」の被害者で、持病で余命が半年で、自暴自棄になり患者を筋弛緩剤で安楽死させていたのではないかとゴシップ誌で取り上げられており、更に長谷部、芝井、祖父江、安曇、佐多の5人と違法薬物を供給する裏ネットワークを形成していたのではないかとも報じられていた人物と判明する。
主治医と顧問弁護士の関係であった齊藤ゆりは変死したはずが、彼女が病死したとの偽の死亡診断書を発行していた。
斉藤ゆり
演 - 斉藤由貴
新人刑事時代、船越と柳沢が憧れていた女性弁護士。船越に病死したとの連絡が入る。
後にアゴの黒子と左手首のリストカットの跡から、船越によりavaritia（強欲）と書き込まれた殺害時の写真が事件を捜査した所轄警察に届けられた身元不明の「七つの大罪殺人事件」の被害者であったと判明する。
資産家毒殺事件の被害者の妻で、目撃証言と状況証拠から検察に起訴された過去があり、若手の頃の船越と柳沢がその事件の捜査に当たっていた。裁判では証拠不十分で無罪を勝ち取ったものの、マスコミの誘導で疑惑のある人物として世間に報じられ続けたため、リストカットで自殺未遂を起こしている。
主治医と顧問弁護士の関係を超え、深い仲となっていた藤原が、余命半年で改心し、法で裁けない悪人・長谷部、芝井、祖父江、安曇、佐多を殺害後、自分自身も筋弛緩剤を使い自殺したことを利用し、これら6人の殺人事件を隠れ蓑に、藤原が犯行時に撮影していた遺体の写真を所轄警察に送り、自分も殺害されたように偽装して「七つの大罪殺人事件」を成立させ、嫌気がさした世間から姿を眩ませたと船越によって考察される。
斉藤まどか
演 - 齊藤なぎさ（=LOVE）
ゆりの娘。母の急死で留学先のイタリアから帰国したが、母の東北の実家に伝わる風習で葬儀前には火葬が済まされており、母の遺体を見ることが叶わなかった。
ゆりが「七つの大罪殺人事件」を成立させることで、これまで疑惑の人物の娘と世間から見られていた状況を、殺人事件の被害者の娘と世間の見方を変える目的があったのではないかと船越に考察される。

#### 第10話・第11話
桜木裕司〈50〉
演 -　
顔面タトゥー連続殺人事件の6人目の被害者。○△□のタトゥーをおでこに彫られていた。
多田健次郎〈47〉
演 -　（第11話）
顔面タトゥー連続殺人事件の被害者。調布在住の無職の男性で、○△□のタトゥーをおでこに彫られ、内臓を刺され失血死していた。
「○△□//G.I.BONE」のハンドルネームの人物が○△□の顔面タトゥー連続殺人事件について掲示板に書き込んでおり、その掲示板に書かれたクイズから導かれた闇サイト「ENTER MURDER MANIA」を運営していたIPアドレスから割り出された居場所で発見される。
忍
演 - 中山忍
女殺人鬼。日本犯罪史上、最も多く人を殺した「殺人の女王」。同情を呼んで事件を追った刑事や探偵たちに犯人でなければいいと思わせることから、「泣きの忍」と呼ばれる。顔面タトゥー連続殺人事件の解決に、犯人の心理や特徴を知ろうとする名取の接見を受ける。
キャシー伊藤
演 - 伊藤かずえ
凄腕女性プロファイラー。FBIの捜査アドバイザー。顔面タトゥー連続殺人事件を解決するため捜査一課から招聘される。
「いい話と悪い話、どっちが聞きたい？」と話を切り出し、座禅で瞑想しプロファイリングを行い、犯人は1人ではないと結論を出す。
そのプロファイリングに対し、考察一課から虎や蝶の顔面タトゥー連続殺人事件と○△□の顔面タトゥー連続殺人事件の犯人は別で、今回の○△□の殺人犯は、刃物を刺す部位にバラつきがあり、殺し方が上達していないことから複数犯の犯行と考察され、江戸時代の禅僧で画家の仙厓義梵（ギボン）が用いた○△□をモチーフに殺人に興味のある頭脳明晰なマーダーマニアをSNSで闇サイトに誘導し、複数のマーダーマニアたちをスカウトして反社会的人物、前科者、違法行為を行う人物を殺害させていた真犯人がいると考察される。
真犯人の犯行理由は、日本でインパクトのある○△□の顔面タトゥー連続殺人事件を起こし、マスコミにセンセーショナルに報道させ、難解な事件に困った警察が自分を招聘することで自分のプロファイリングの実力を認めなかったFBIを見返そうとしていたキャシーだと考察されるが、証拠がないとその考察を否定する。
西野詩音〈7〉
演 - 前田織音（第11話）
桜木裕司の娘。母と離婚した父・桜木の家に遊びに行き、殺害事件を境に行方不明となるが、世田谷の警察署に保護される。
藤井によりキャシー伊藤の面通しを依頼されると、父親が亡くなった日に父が会っていた女性は面識のない筈のキャシーであると証言し、考察一課がキャシーが○△□の顔面タトゥー連続殺人事件の真犯人であると考察した裏付けが取られる。

#### 最終話
北山勝〈50〉
演 - ジョーナカムラ
暴露系ユーチューバー。雑居ビルの地下で船越の指紋が付着したナイフで刺殺される。
捜査一課の刑事
演 - 山口竜央
柳沢と共に北山殺害の容疑者である船越を取り調べる。
月村雲
演 - 小川莉香
アイドル声優。雲っぴ。北山にユーチューブで秘密を暴露された後に自殺している。
諸岡忍
演 - 樫尾篤紀
名取が出演したテレビ番組「エアこちょこちょ選手権」のAD。月村雲のファン。北山を殺害したことを自首しに考察一課に現れる。
ファンだった月村雲が北山による秘密暴露で自殺したと考え、北山への復讐を誓う。北山に近づくため、担当する番組の出演者の秘密を北山にメールで提供して信頼関係を構築し、対面する機会を設け、雑居ビルの地下で対面した時にナイフで殺害する。月村雲の弔い合戦のつもりで彼女とのツーショット写真を持参して北山を殺害したが、その写真を殺害現場に忘れてしまい、回収に行ったところ、船越がいたため、制服を拝借し、ビルの警備員「宮島」を名乗り近づくが、船越にツーショット写真を先に回収されていたことから殺害犯であることを言い当てられる。破れかぶれになり、北山を襲ったナイフで船越を襲うが、ナイフを取り上げられ、船越から罪を償うことを勧められ、自首を決意する。しかし、出頭する前に必ず戻ってくるので月村雲の墓参りに行かせて欲しいと船越に懇願し、殺人現場を後にしていた。そして諸岡が現場を去った後、船越は警察に殺害現場を通報し、現場検証用に写真撮影するのだが、脚立が置かれているのを発見し、脚立に登って写真を撮影しようとした際、足を滑らせ頭を打ち、記憶を失っていた。
真木雄一
演 - マギー（第7話・第8話・第10話 - 最終話 ）
捜査一課の管理官。副総監の地位を狙うある人物からの命令で、捜査一課が先に事件を解決することで「考察一課」が不要であることを証明し、「考察一課」を立ち上げた現副総監を失脚させることを狙う。
暴露系ユーチューバー北山から反社とつながりがあることや、暴露ネタを提供し金銭を得ていたことの暴露を予告されていたが、そのことを知り真木を哀れんだ諸岡から、北山を殺害するので安心して欲しいと匿名で連絡を受けており、船越が北山殺害の真犯人でないことを知りながら、考察一課を解散させるために船越を検察に引き渡そうとしていた。しかし、その企みが考察一課に自首するために現れた諸岡により明らかとなり、柳沢に連行される。

## スタッフ
- 企画・原作 - 秋元康
- 脚本 - 秋元康、竹村武司[1]、伊達さん（大人のカフェ）[1]、小川眞住枝、ワタナベリョウスケ、山田和生
- 監督 - 青山貴洋[1]、椿本慶次郎[1]、スミス[1]、中村剛、戸塚寛人
- 主題歌 - 氣志團「タイマン・ファンタジー」（影別苦須 虎津苦須）[30]
- エンディングテーマ - ジャニーズWEST「Don’t be afraid」（Johnny's Entertainment Record）[31]
- 音楽プロデューサー - 谷口広紀
- 警察監修 - 尾﨑祐司
- 医療監修 - 医療法人社団クリニカメディカ理事長、吉田靖志
- プロット協力 - 瀬戸大希[32]、山田和生、近藤朝恵
- OP演出 - スミス[33]
- チーフプロデューサー - 大和健太郎（テレビ東京）[1]
- プロデューサー - 本間かなみ（テレビ東京）[1]、櫻井雄一（ソケット）[1]
- 制作 - テレビ東京、ソケット
- 製作著作 - 「警視庁考察一課」製作委員会

## 放送日程
| 話数   | 放送日   | サブタイトル                     | ラテ欄                                                                        | 脚本                | 監督       |
| ------ | -------- | -------------------------------- | ----------------------------------------------------------------------------- | ------------------- | ---------- |
| 第1話  | 10月17日 | パパ活女子殺人事件               | サスペンスドラマの名優が大集結! パパ活女子バラバラ殺人事件 時間トリックの謎!? | 秋元康 竹村武司     | 椿本慶次郎 |
| 第2話  | 10月24日 | 生配信! 学習塾立てこもり事件     | 身代金は10億円!? 学生塾立てこもり事件! 人質は小学生…不可解な要求の謎          | 伊達さん            | 青山貴洋   |
| 第3話  | 10月31日 | 不可解な一家失踪事件             | 一家失踪事件! 仲良し家族の裏の顔!? 愛犬に託されたメッセージと血痕の謎         | 小川眞住枝          | スミス     |
| 第4話  | 11月07日 | セレブ華道家殺人事件!            | セレブ華道家一族で殺人事件! 愛憎うごめく跡継ぎ問題!? タイムリミットは3時間    | ワタナベリョウスケ  | 中村剛     |
| 第5話  | 11月14日 | 西村撃たれる! 十二角館の死の館!? | 西村撃たれる! 美術館に隠された長きにわたる嘘                                  | 椿本慶次郎 山田和生 | 椿本慶次郎 |
| 第6話  | 11月21日 | "湯けむりの山村"本領発揮!        | 温泉地の呪い!? IT長者殺人事件。 泥沼の争いと操られた殺意…映像トリックの謎     | 八代丈寛            | 青山貴洋   |
| 第7話  | 11月28日 | 杉並の死神! 未解決事件が動き出す | 杉並の死神!? 未解決事件が動き出す! 鍵を握る名取の記憶と完璧すぎる模倣犯!      | ワタナベリョウスケ  | 椿本慶次郎 |
| 第8話  | 12月05日 | 命をかけた考察ゲーム!            | 命がけの考察ゲームが始まる! 死亡推定時刻と密室トリックを暴け! 仲間を救えるか  | ワタナベリョウスケ  | スミス     |
| 第9話  | 12月12日 | "七つの大罪"殺人事件!?           | 七つの大罪殺人事件 被害者は法で裁けぬ悪人たち! 船越の過去の想い人が狙われる!? | 椿本慶次郎 山田和生 | 椿本慶次郎 |
| 第10話 | 12月19日 | 顔面タトゥー殺人事件（前編）     | 十話・十一話合体スペシャル! 顔面タトゥー事件に新たな被害者! 元FBIの刺客!?     | ワタナベリョウスケ  | 戸塚寛人   |
| 第11話 | 12月19日 | 顔面タトゥー殺人事件（後編）     | 十話・十一話合体スペシャル! 顔面タトゥー事件に新たな被害者! 元FBIの刺客!?     | ワタナベリョウスケ  | 戸塚寛人   |
| 最終話 | 12月26日 | 容疑者・船越                     | 船越が殺人事件の容疑者に!? 考察一課の生き残りをかけた最後の戦いが始まる       | 竹村武司            | 椿本慶次郎 |

- 第5話は『ワールドビジネスサテライト』の放送時間の拡大（22時 - 23時8分）[37]に伴い10分繰り下げられ、23時16分 - 翌0時5分に放送された[15]。
- 第10話・第11話は『第10話・第11話合体スペシャル』と題し、23時06分 - 翌0時44分に一挙連続放送された。
- 最終話は『ワールドビジネスサテライト』年末拡大スペシャルの放送に伴い30分繰り下げられ、23時36分 - 翌0時25分に放送。

## 放送局
| 放送期間                  | 放送時間           | 放送局         | 対象地域       | 備考   |
| ------------------------- | ------------------ | -------------- | -------------- | ------ |
| 2022年10月17日 - 12月27日 | 月曜 23:06 - 23:55 | テレビ東京     | 関東広域圏     | 製作局 |
|                           |                    | テレビ北海道   | 北海道         |        |
|                           |                    | テレビ愛知     | 愛知県         |        |
|                           |                    | テレビ大阪     | 大阪府         |        |
|                           |                    | テレビせとうち | 岡山県・香川県 |        |
|                           |                    | TVQ九州放送    | 福岡県         |        |
|                           |                    | 岐阜放送       | 岐阜県         |        |
|                           |                    | びわ湖放送     | 滋賀県         | [ 39 ] |
|                           |                    | 奈良テレビ     | 奈良県         |        |
|                           |                    | テレビ和歌山   | 和歌山県       |        |

## その他
- 第1話放送中にテレビ東京公式YouTube、Twitter、LINEアカウントにて本作を盛り上げる生配信（23時 - 23時55分）を実施。本作に出演する船越英一郎のものまねが得意なガリットチュウ福島と、同局の「水曜ミステリー9 『西村京太郎サスペンス トラベルライター青木亜木子』」で主演経験があり、サスペンスドラマに詳しい友近が登場した[40]。